# Horst Brummeier
Horst Brummeier (Traun, 1945. december 31. –) osztrák nemzetközi labdarúgó-játékvezető.

## Pályafutása

### Nemzeti játékvezetés
A küldési gyakorlat szerint rendszeres partbírói tevékenységet is végzett. 1976-ban lett az I. Liga játékvezetője. A nemzeti játékvezetéstől 1992-ben vonult vissza. 

### Nemzetközi játékvezetés
A Osztrák labdarúgó-szövetség Játékvezető Bizottsága (JB) terjesztette fel nemzetközi játékvezetőnek, a Nemzetközi Labdarúgó-szövetség (FIFA) 1978-tól tartotta nyilván bírói keretében. A FIFA JB központi nyelvei közül a németet és az angolt beszéli. Több válogatott és nemzetközi klubmérkőzést vezetett, vagy működő társának partbíróként segített. Az osztrák nemzetközi játékvezetők rangsorában, a világbajnokság-Európa-bajnokság sorrendjében többedmagával a 11. helyet foglalja el 6 találkozó szolgálatával. Az aktív nemzetközi játékvezetéstől 1990-ben búcsúzott. Válogatott mérkőzéseinek száma: 16.

#### Labdarúgó-világbajnokság

##### U20-as labdarúgó-világbajnokság
Mexikórendezte a 4., az 1983-as ifjúsági labdarúgó-világbajnokságot, ahol a FIFA JB bírói szolgálattal bízta meg.

###### 1983-as ifjúsági labdarúgó-világbajnokság
| Időpont         | Helyszín                     | Mérkőzés típusa              | Mérkőzés             | Eredmény | Nézők száma |
| --------------- | ---------------------------- | ---------------------------- | -------------------- | -------- | ----------- |
| 1983. június 8. | Nemesio Díez Stadion, Toluca | csoportmérkőzés (A. csoport) | Ausztrália–Dél-Korea | 1 : 2    | 24 812      |

---
A világbajnoki döntőhöz vezető úton Mexikóba a XIII., az 1986-os labdarúgó-világbajnokságra és Olaszországba a XIV., az 1990-es labdarúgó-világbajnokságra a FIFA JB játékvezetőként alkalmazta. 1986-ban a FIFA JB elvárásának megfelelően, ha nem vezetett, akkor valamelyik működő társának segített partbíróként. A Szovjetunió–Magyarország (6:0) csoporttalálkozón, az egyik nyolcaddöntőben és az egyik negyeddöntőben szolgálta partbíróként. Világbajnokságon vezetett mérkőzéseinek száma: 1 + 3 (partbíró).

##### 1986-os labdarúgó-világbajnokság

###### Selejtező mérkőzés
| Időpont           | Helyszín                         | Mérkőzés típusa           | Mérkőzés          | Eredmény | Nézők száma |
| ----------------- | -------------------------------- | ------------------------- | ----------------- | -------- | ----------- |
| 1984. október 20. | Központi Stadion, Lipcse         | előselejtező (4. csoport) | NDK–Jugoszlávia   | 2 : 3    | 55 045      |
| 1985. június 5.   | Idrætsparken Stadion, Koppenhága | előselejtező (6. csoport) | Dánia–Szovjetunió | 4 : 2    | 45 700      |

###### Világbajnoki mérkőzés
| Időpont         | Helyszín                           | Mérkőzés típusa              | Mérkőzés                     | Eredmény | Nézők száma |
| --------------- | ---------------------------------- | ---------------------------- | ---------------------------- | -------- | ----------- |
| 1986. június 7. | Trez de Marzo Stadion, Guadalajara | csoportmérkőzés (D. csoport) | Spanyolország–Észak-Írország | 2 : 1    | 28 000      |

##### 1990-es labdarúgó-világbajnokság

###### Selejtező mérkőzés
| Időpont           | Helyszín                       | Mérkőzés típusa           | Mérkőzés               | Eredmény | Nézők száma |
| ----------------- | ------------------------------ | ------------------------- | ---------------------- | -------- | ----------- |
| 1989. április 26. | Lansdowne Road Stadion, Dublin | előselejtező (6. csoport) | Írország–Spanyolország | 1 : 0    | 49 600      |

#### Labdarúgó-Európa-bajnokság
Az európai-labdarúgó torna döntőjéhez vezető úton Olaszországba a VI., az 1980-as labdarúgó-Európa-bajnokságra és Német Szövetségi Köztársaságba a VIII., az 1988-as labdarúgó-Európa-bajnokságra az UEFA JB játékvezetőként foglalkoztatta.

##### 1980-as labdarúgó-Európa-bajnokság

###### Selejtező mérkőzés
| Időpont            | Helyszín                     | Mérkőzés típusa           | Mérkőzés                    | Eredmény | Nézők száma |
| ------------------ | ---------------------------- | ------------------------- | --------------------------- | -------- | ----------- |
| 1979. november 17. | Princes Park Stadion, Párizs | előselejtező (5. csoport) | Franciaország–Csehszlovákia | 2 : 1    | 39 973      |

##### 1988-as labdarúgó-Európa-bajnokság

###### Európa-bajnoki mérkőzés
| Időpont          | Helyszín                    | Mérkőzés típusa        | Mérkőzés           | Eredmény | Nézők száma |
| ---------------- | --------------------------- | ---------------------- | ------------------ | -------- | ----------- |
| 1988. június 18. | Park Stadion, Gelsenkirchen | selejtező (B. csoport) | Írország–Hollandia | 0 : 1    | 70 800      |

#### Nemzetközi kupamérkőzések
Vezetett kupadöntők száma: 1.

##### UEFA-szuperkupa
| Időpont            | Helyszín                   | Mérkőzés típusa        | Mérkőzés                 | Eredmény | Nézők száma |
| ------------------ | -------------------------- | ---------------------- | ------------------------ | -------- | ----------- |
| 1983. december 20. | PittodrieStadion, Aberdeen | döntő második mérkőzés | Aberdeen FC–Hamburger SV | 1 – 1    | 24 000      |

#### A magyar labdarúgó-válogatott mérkőzései (1902–1929)
| Időpont           | Helyszín             | Mérkőzés típusa              | Mérkőzés          | Eredmény | Nézők száma |
| ----------------- | -------------------- | ---------------------------- | ----------------- | -------- | ----------- |
| 1979. március 28. | Népstadion, Budapest | felkészülési (536. mérkőzés) | Magyarország–NDK  | 3 – 0    | 10 479      |
| 1982. április 18. | Népstadion, Budapest | felkészülési (565. mérkőzés) | Magyarország–Peru | 1 – 2    | 25 000      |

## Sportvezetőként
Az aktív játékvezető pályafutását befejezve FIFA/UEFA játékvezető ellenőrként tevékenykedik.